# Niels Sandøe
Niels Sandøe (født 1958) er en dansk journalist og forfatter, tidligere ansat på Jyllands-Postens erhvervsmedie Finans. Har bl.a. skrevet om den finansielle sektor og finanskrisen.
Medforfatter til bl.a. bøgerne Kammerherrens nye klæder, Andre folks penge (2013) og Rede Penge (2024). Har været nomineret til Cavlingprisen flere gange for en række afsløringer og artikelserier. Har bl.a. modtaget FUJ-Prisen, Publicistprisen og Erhvervsjournalistprisen.